# Erdmann Neumeister
Erdmann Neumeister est un poète et théologien allemand de la période baroque né le 12 mai 1671 à Uichteritz et mort le 18 août 1756 à Hambourg

## Biographie
Ses parents, Johann Neumeister, organiste et directeur d'école, et Margaretha née Francke suivent bien ses études et lui obtiennent une bourse pour intégrer l'école de Pforta, une institution renommée en Saxe-Anhalt. Il part ensuite pour Leipzig, en 1691, pour y étudier la théologie et la poésie. Il en sort le 25 février 1694 avec un baccalauréat en art et une maîtrise. Neumeister enseigne ensuite la poésie à l'université de Leipzig. Le 24 novembre 1697 il épouse Johanna Elisabeth Meister, une fille du grand chef ducal Christoph Meister, à Weißenfels. Neumeister va ensuite être nommé pasteur dans de multiples villes mineures de Saxe et de Silésie avant terminer sa carrière à Hambourg. De 1715 à sa mort, il est le pasteur de la Jakobikirche.

## Œuvre (sélection)
C'est un écrivain qui a produit beaucoup de texte de cantates, des chorals, des hymnes etc. De nombreux compositeurs y ont eu recours ; Philipp Heinrich Erlebach, Johann Philipp Krieger, Georg Philipp Telemann et Johann Sebastian Bach qui a utilisé ses textes pour ses cantates BWV 18, 24, 28, 59, 61 ; peut-être la BWV 81 ;  les BWV 142, 160, 218, 219 et l'air spirituel BWV 439.
Neumeister est l'auteur d'un certain nombre de textes de cantates couvrant toute l'année liturgique et utilisés par Johann Sebastian Bach. Il achève son premier cycle de textes de cantates en 1700 et les publie quatre ans plus tard, puis commence à ajouter des mots de la Bible et des chorals de son troisième cycle. Son cinquième cycle de 1716 emploie la forme de l'ode.
- Gleichwie der Regen und Schnee vom Himmel fällt, BWV 18 (1713?), Sexagésime
- Nun komm, der Heiden Heiland, BWV 61 (1714), premier dimanche de l'Avent
- Ein ungefärbt Gemüte, BWV 24 (1723), quatrième dimanche après la  Trinité
- Wer mich liebet, der wird mein Wort halten (BWV 59), (1724), dimanche de Pentecôte
- Gottlob! nun geht das Jahr zu Ende, BWV 28 (1725), premier dimanche après Noël

- Valediktionsarbeit über J.G.Carlowitz, Schulpforta 1691, Archiv u. Bibliothèque de l'École régionale de Pforta
- De Poetis Germanicis hujus seculi. Nachdruck d. Ausgabe v. 1695 mit deutscher Übersetzung von Günter Merwald, hrsg. Franz Heiduk. Bern: Francke 1978
- M. Erdmanns Neumeisters Abgenöthigte Defensions-Schrifft/ wider L. Joh. Georgii Albini Schmäh-Schrifft/ die er seiner absurden und ausgeschriebenen Disputationi Inaugurali irraisonnabel, alber und ungereimt anhänget Cölln 1695
- Das Klagende Zion auf den Weißen Felsen über Den allzufrühen ... Todes-Fall Des ... Herrn Johann Adolphen/ Hertzogen zu Sachsen ... / Am Trauer-Tage Der ... Beerdigung/ Den 25. Iulii, An. 1697. ... entworffen von Erdmann Neumeister/ P. S. in Biebra Leipzig : Fleischer, 1697 .
- Lob-Gedichte des so genannten Bauer-Hundes/ Oder Fürstl. Leib-Hundes zu Weissenfels : Mit allerhand Sitten-Lehren und angenehmen Galanterien Moralisch vorgestellet / von einem Tugend-Freund und Laster-Feind o.J., um 1700
- Poetische Früchte der Lippen in Geistlichen Arien, über alle Sonn-, Fest- und Apostel-Tage [...] in die Hochfürstl. Sächs. SchlossCapelle zu Weissenfels zur Kirchen.Music übergeben Bibra 1700
- Der Zugang zum Gnadenstuhl Jesu Christi. Weißenfels 1703
- Geistliche Kantaten. 1705
- Worte der Weisen, Weißenfels 1707
- Allerneueste Art zur reinen und galanten Poesie zu gelangen, hrsg. Christian Friedrich Hunold. Hamburg 1707 u.ö.
- Der Priesterliche Lippen in Bewahrung der Lehre, Leipzig und Görlitz 1714
- Fünffache Kirchen-Andachten, bestehend in…Arien, Cantaten und Oden. Leipzig 1717
- Heilige Sonntags=Arbeit, Leipzig 1717
- Praefat. vor Herr D. Joh. Frid. Mayers, P.P. und Past ad D. Jacob Hainb. Hamburgischen Sabbath, Hamburg 1717
- Praef. vor des Engeländischen Pred. in Londen, Thomae Brooks Tract. güldene Aepffel vor Jünglinge und Jungfrauen, wie auch eine Ehren-Krone vor die Männer und Matronen, oder: was es für eine Glückseeligkeit sey, wenn man bey zeiten fromm wird, und für eine besondere Ehre, wenn man ein alter Schüler Christi ist. Hamburg 1717
- Erster Evangelischer Seegen in Hamburg, Weißenfels und Hamburg 1718
- Neue geistliche Gedichte auff alle Sonn- und Festtage, 2 Theile, Eisenach 1718
- Heilige Wochen-Arbeit, 4 Theile, Hamburg 1718 & 1719
- Geistliche Bibliotheck, Hamburg 1719
- Predigten von neuen Menschen, Hamburg 1719
- Communion-Buch, Weißenfels 1719
- Epistolische Nachlese der ordentl. Epistel-Predigten, Hamburg 1720
- Conc. Poenit., Hamburg 1720
- Praef. vor Herr M. Phil. Frid. Hanens, Meckl. Leben und Thaten Ignatii Lojolae, berühmten Stifftern des Jesuiter Ordens, Rost(ock?) und Neu-Brandenburg 1721
- Kurzer Beweis, dass das jetzige Bereinigungs-Wesen mit den sogenannte Reformierten oder Calvinisten dem ganzen Catechismo schnurstraks zuwider lauffe: nebst einem Anhange, darinnen die Bereinigungs-Punkte untersucht werden. Mit Genehmhaltung und Approbation C.C. Ministeriee, Hamburg 1721
- Praef. vor Herr Joh. Langemachs, gewesenenPred. in Neustadt, im Holsteinischen, Catechißmus-Schule, Hamburg
- Psalmen, Lobgesänge und Geistliche Lieder. 1755
- Hern. Erdmann Neumeisters, Pastoris zu St. Jacobi in Hamburg, Aufheben heiliger Hände zu GOtt, das ist, Allerhand Gebethe zu andächtiger Ausübung eines wahren Christenthums, aus seinen Geistreichen Gebeth-Büchern zusammen getragen von einem Liebhaber der Neumeisterischen Schrifften, Hamburg 1756